# Claude Drouin
Pour les personnes ayant le même patronyme, voir Drouin.
Claude Drouin (né le 26 mai 1956) est un contremaître, conseiller et homme politique fédéral du Québec.

## Biographie
Né à Frampton dans la région de Chaudière-Appalaches, M. Drouin fut membre de l'aviation dans les Forces armées canadiennes. Élu député du Parti libéral du Canada dans la circonscription fédérale de Beauce en 1997, il fut réélu en 2000 et en 2004. Il ne se représenta pas en 2006, ce qui permit au Parti conservateur du Canada d'effectuer une percée dans sa circonscription. 
Durant sa carrière politique, il fut Secrétaire d'État de l'Agence de développement économique pour les régions du Québec de 2002 à 2003 et secrétaire parlementaire du ministre de l'Industrie de 2001 à 2002 et du Premier ministre chargé des collectivités rurales de 2004 à 2006.